# Caradrina anceps
Caradrina anceps är en fjärilsart som beskrevs av Herrich-Schäffer 1849. Caradrina anceps ingår i släktet Caradrina och familjen nattflyn. Inga underarter finns listade i Catalogue of Life.